# 스트렙토코커스 아갈락티아

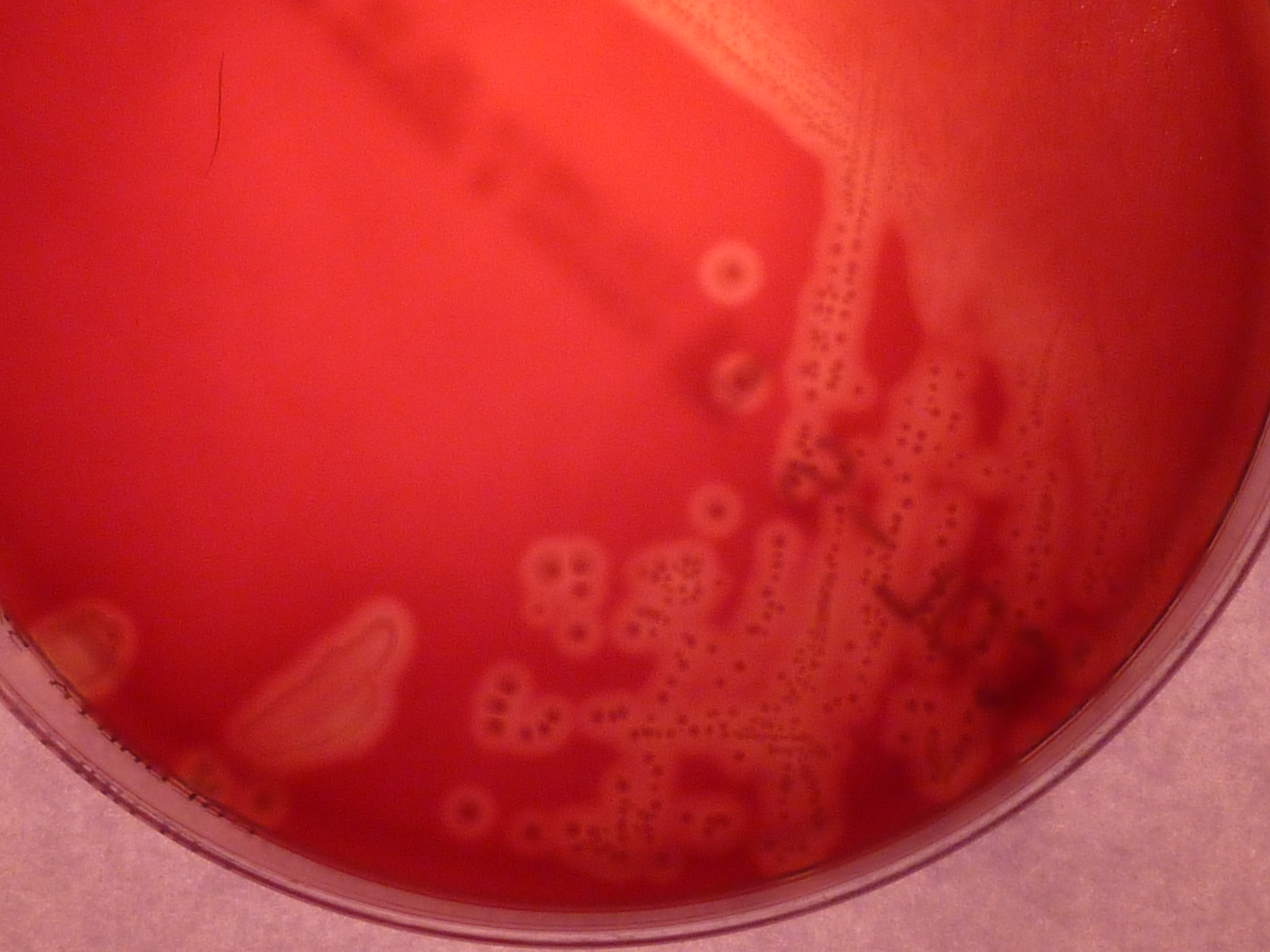
36°C의 혈액 배지상에서 18시간동안 배양한 결과 베타용혈성 콜로니가 형성되었다.

스트렙토코커스 아갈락티아(Streptococcus agalactiae) 또는 B군 연쇄상구균(group B streptococcus, GBS)는 사슬 모양으로 증식하는 그람 양성 구균으로, 연쇄상구균의 일종이다. 베타용혈성, 카탈레이스 음성을 보이며, 조건혐기성 미생물이다.
레베카 랜스필드 분류군 B에 속하는 유일한 연쇄상구균이다. 외다당류로 구성된 세균 협막으로 둘러싸여 있으며, 협막의 면역 반응성에 따라 10개의 혈청형(Aia, Ib, II–IX)으로 다시 나뉜다.
일반적으로 무해한 편리 공생 세균으로, 성인 인구 30%의 위장관에서 미생물군을 형성하나 대부분 무증상 보균자로 남아있는다. 그러나 신생아, 노인, 면역체계가 손상된 사람들에게는 심각한 침습성 감염을 일으킬 수 있다.
다양한 동물들에게서 흔히 관찰되는데, 젖소에서 유선염을 일으킬 수 있다. "우유가 없다"는 뜻의 "아갈락티아agalactiae"라는 이름 역시 여기서 따온 것이다.

## 분류학
스트렙토코커스 아갈락티아는 협막 다당류를 기준으로 9가지 혈청형(Aia, Ib, II-VIII)으로 구분되어왔는데, 2007년에 10번째 혈청형이 발견되었다. 미국에서 임산부를 제외하고 침습성 질병을 유방하는 가장 흔한 혈청형은 2005~2006년에 29%를 차지한 V형으로, Ia, II, III형이 그 뒤를 잇는다. 캐나다 앨버타주에서 2003~2013년의 침습성 B군 연쇄상구균 감염증 사례를 연구한 결과에서는 III형이 20%로 가장 지배적이며, 그 다음이 19%를 차지하는 V형, 19%의 Ia형, 13%의 Ib형, 11%의 II형인 것으로 드러났다.

## 감염률
일반적으로 장이나 질에서 발견되며, 임산부를 포함한 건강한 성인 인구 30%에서 감염되나 무증상으로 남아있는다. GBS 군집은 영구적이거나, 간헐적이거나, 일시적일 수 있다. 여성의 질에서 군집을 이룬 확률은 0%에서 36%까지 다양하게 보고되는데, 활발한 성생활을 하는 경우 20% 이상의 감염률이 나타난다. 전 세계 산모의 18%가 감염된 것으로 보이며, 11%에서 35%까지 다양한 지역적 편차가 나타났다.

## 신생아 감염
비록 대부분의 경우 무증상으로 문제를 일으키지 않지만, 임신 중이나 출산 후의 산모와 아기에게 심각한 질병을 일으킬 수도 있다. 산모의 GBS 감염은 드물게 융모양막염을 유발할 수 있으며, 산후 감염이나 태아 사망과도 관련이 있다.
신생아의 GBS 감염증은 조기발병(GBS-EOD)과 말기발병(GBS-LOD)의 두 가지 유형으로 구분되는데, GBS-EOD의 경우 대부분 생후 0~7일 사이에 나타나며 보통 24시간 이내에 뚜렷이 나타난다. GBS-LOD는 출생 후 7일에서 90일 사이에 시작한다.

### 예방
산모에게 페니실린 또는 앰피실린을 정맥 주사하여서 수직감염을 예방할 수 있다. 만일 산모가 페니실린에 알레르기 반응을 보인다면 세파졸린, 클린다마이신, 반코마이신 등으로 영아의 EOD를 예방할 수 있다.

## 성인 감염
성인에게 감염되어 당뇨, 간경변, 암 등을 앓고 있는 환자나 노인들에게서 심각한 질병을 보일 수 있다. 일반적으로 페니실린을 통해 치료하며, 페니실린 G나 앰피실린과의 상승 효과를 노리고 젠타마이신을 투여하기도 한다.